# Raúl Labbate
Raúl Luján Labbate (* 8. März 1952 in Pergamino) ist ein ehemaliger argentinischer Radrennfahrer und nationaler Meister im Radsport.

## Sportliche Laufbahn
Labbate war Straßenradsportler und Teilnehmer der Olympischen Sommerspiele 1976 in Montreal. Dort nahm er an den Wettbewerben im Straßenradsport teil. Im Einzelrennen schied er aus. Im Mannschaftszeitfahren kam Argentinien mit Juan Carlos Haedo, Osvaldo Benvenuti, Oswaldo Frossasco und Raúl Labbate auf den 22. Platz.
1971 holte er die Bronzemedaille im Mannschaftszeitfahren bei den Panamerikanischen Spielen. 1972 gewann er die Vuelta al Valle sowie die Argentinische Meisterschaft im Straßenrennen der Männer. Im Etappenrennen Cruce de Los Andes wurde er Dritter. 1976 wurde er Gesamtsieger der Vuelta a Uruguay vor Walter Tardáguila. 1978 war er in der Vuelta a Mendoza erfolgreich.